# Tuvok
Tuvok è un personaggio immaginario dell'universo fantascientifico di Star Trek. Interpretato dall'attore Tim Russ, è uno dei protagonisti della serie Star Trek: Voyager e appare anche nelle serie Star Trek: Deep Space Nine e Star Trek: Picard, oltre che nelle opere di fanfiction Borg War, Star Trek: Of Gods and Men e Star Trek: Renegades, gli ultimi due diretti dallo stesso Tim Russ. Il personaggio appare inoltre in alcuni romanzi e videogiochi del franchise.
Tuvok è un Vulcaniano che svolge la funzione di ufficiale tattico e della sicurezza sull'astronave USS Voyager NCC-74656.

## Storia del personaggio

### Voyager
Nell'episodio di Voyager Flashback annota che la sua prima assegnazione avvenne quando aveva 29 anni, nel 2293, come ufficiale scientifico a bordo della USS Excelsior comandata dal capitano Hikaru Sulu (coerentemente con il film Star Trek VI - Rotta verso l'ignoto) durante l'incidente di Khitomer. Durante il suo servizio ha sempre tenuto un comportamento molto formale con i non Vulcaniani, si è voluto congedare dalla Flotta Stellare per seguire il rituale del Kolinahr e ha trascorso sei anni su Vulcano per eliminare le sue emozioni. Durante il rituale è avvenuto il pon farr e quindi si è unito con T'Pel.
Alcuni decenni dopo, e a seguito di molti ripensamenti, ha deciso di ritornare nella Flotta stellare ed è stato assegnato alla USS Wyoming e in seguito all'incrociatore di classe Intrepid USS Voyager NCC-74656 come secondo ufficiale. Nei primi episodi aveva i galloni di tenente comandante (anche se viene appellato «tenente» dal capitano e dagli altri ufficiali). Prima della sua assegnazione finale, Tuvok aveva criticato le procedure tattiche di Janeway durante il corso tenuto sulla nave USS Billing nel corso dell'addestramento dei cadetti.
Nel 2371 Tuvok viene infiltrato tra i Maquis e contattato da Chakotay viene arruolato nel suo equipaggio. Grazie alle sue informazioni, la Voyager riesce a localizzare la nave maquis ma, prima che possa abbordarla, le due navi vengono trasportate dal Custode nel quadrante Delta. La nave maquis risulta seriamente danneggiata e quindi l'equipaggio dei Maquis è costretto a trasferirsi sulla Voyager unendosi all'equipaggio federale. Tuvok riprende le sue usuali mansioni (capo della sicurezza e ufficiale tattico) sul ponte di comando.
In quel periodo la Voyager accoglie due abitanti del quadrante Delta, Neelix (un Talassiano) e la sua compagna Kes (una Ocampa). Tuvok riconosce in Kes delle capacità telepatiche e la spinge a svilupparle. Durante un incidente con il teletrasporto, Tuvok e Neelix rimangono fusi in un'unica entità chiamata Tuvix. Per separare le due individualità il capitano Janeway utilizza una procedura sperimentale, riuscendo quindi nell'intento.
Nell'anno 2374, il capitano promuove Tuvok a tenente comandante. Nel 2378 la Voyager torna sulla Terra e Tuvok può finalmente tornare da sua moglie e dai suoi quattro figli su Vulcano.
Sempre nel 2378 Tuvok scopre di avere una malattia neurodegerenativa che potrebbe essere curata con la fusione mentale con un individuo compatibile. Non essendocene tra l'equipaggio, Tuvok accetta il suo destino e, in una linea temporale alternativa in cui la USS Voyager impiegherà 23 anni a tornare sulla Terra, il vulcaniano diventerà un alienato senza più coscienza della realtà intorno a sé e dovrà passare il resto dei suoi giorni in una struttura sanitaria che lo segua costantemente. Questa sarà una delle tante ragioni che porteranno l'ammiraglio Janeway del futuro alternativo a violare la Prima direttiva temporale e fare in modo che la USS Voyager torni a casa in un tempo molto più breve.

### Picard
Nell'anno 2401 Tuvok è un capitano della Flotta. L'amica Sette di Nove lo contatta riguardo alla crisi nata a causa di alcuni Cambianti ribelli. Parlando con lui scoprirà però che il Tuvok con cui sta parlando è un mutaforma e che il "vero" Tuvok probabilmente è morto dopo essere stato torturato per estorcergli informazioni. Alla fine farà parte del gruppo di ostaggi liberati dai Cambianti.

## Interpreti
Tuvok è interpretato dall'attore e regista statunitense Tim Russ. Prima di arrivare alla parte, l'attore aveva già interpretato altri personaggi nel franchise di Star Trek, quali: il mercenario Devor, nell'episodio Per un pugno di Data (A Fistful of Datas, 1992) della serie The Next Generation; il Klingon T'Kar, nell'episodio Il simbionte (Invasive Procedures, 1993) della serie Deep Space Nine; un anonimo tenente comandante umano della Flotta Stellare a bordo della plancia della USS Enterprise NCC-1701-B, durante il suo viaggio inaugurale in cui James T. Kirk viene catturato dal Nexus nel film Generazioni (Star Trek: Generations, 1994).
Oltre a interpretare Tuvok in 168 episodi della serie Voyager, Tim Russ lo impersona, nell'universo dello specchio, anche nell'episodio Sisko nello specchio (Through The Looking Glass, 1995) della serie Deep Space Nine; nell'episodio Dominio (Dominion, 2023) della serie Star Trek: Picard; nel film fanfiction direct-to-video Star Trek: Of Gods and Men (2007); nel cortometraggio Star Trek the Tour (2008); nel film fanfiction Star Trek: Renegades (2015),. Gli presta poi la voce nel film di animazione Borg War (2006) e nei videogiochi Star Trek Voyager: Elite Force (2000), Star Trek: Elite Force II (2003) e Star Trek Online (2010)
In seguito l'attore ha prestato la voce anche per alcuni audiolibri del franchise e ha diretto numerose opere, tra cui alcune del franchise di Star Trek, compresi film e serie fanfiction, quali: l'episodio Testimone oculare (Living Witness, 1998) della serie Voyager; il film direct-to-video Star Trek: Of Gods and Men (2007); il citato film Star Trek: Renegades.
Nell'edizione in lingua italiana delle opere di Star Trek: Voyager, Tuvok è doppiato da: Maurizio Romano, nella prima stagione; Fabio Boccanera, dalla seconda alla quarta stagione; Gianni Bersanetti dalla quinta alla settima stagione.
Il personaggio di Tuvok appare anche in versione animata, in un cameo muto, nell'episodio della terza stagione della serie Star Trek: Lower Decks, Bloccati (Grounded, 2022).

## Accoglienza
Nel 2018, TheWrap ha classificato Tuvok al 23º posto tra i migliori personaggi di Star Trek in assoluto, sottolineando un personaggio che ha lottato con emozioni profonde pur rimanendo un amico leale e disciplinato, mentre nel 2021, Variety ha definito Tuvok "semplicemente fantastico" e ha elogiato la presentazione del personaggio da parte dell'attore Tim Russ definendola "brillante".

## Mechandising (parziale)
- La Playmates ha realizzato diverse action figure di Tuvok nelle proprie linee di Star Trek. Una action figure di Tuvok da 4½" è stata realizzata nella linea Star Trek: Voyager.[9] Un'action figure da 9" con abiti in stoffa, è stata realizzata nel 1997 nella prima serie della linea Warp Factor.[10]
- Per il novembre 2022 è prevista l'uscita di un'action figure di Tuvok da 30cm, realizzata da Exo-6.[11]

## Filmografia

### Cinema
- Borg War, regia di Geoffrey James - direct-to-video (2006)
- Star Trek: Of Gods and Men, regia di Tim Russ - direct-to-video (2007)
- Star Trek the Tour - cortometraggio (2008)

### Televisione
- Star Trek: Voyager - serie TV, 168 episodi (1995-2001)
- Star Trek: Deep Space Nine - serie TV, episodio 3x19 (1995)
- Star Trek: Renegades - webmovie (2015)
- Star Trek: Lower Decks - serie animata, episodio 3x01 (2022)
- Star Trek: Picard - serie TV, episodio 3x07 (2023)

## Libri (parziale)

### Romanzi
- (EN) Michael Jan Friedman, The First Virtue, collana Star Trek: Double Helix, n. 6, New York, Pocket Books, 1999, ISBN 0671032585.
- (EN) Fletcher DeLancey, Past Imperfect, collana Star Trek: Voyager. Past Imperfect, n. 1, Fletcher DeLancey, 2002, ISBN non esistente.
- (EN) Andy Mangels e Michael A. Martin, Taking Wing, collana Star Trek: Titan, n. 1, New York, Pocket Books, 2005, ISBN 0743496272.
- (EN) Andy Mangels e Michael A. Martin, The Red King, collana Star Trek: Titan, n. 2, New York, Pocket Books, 2005, ISBN 0743496280.
- (EN) Fletcher DeLancey, Present Tension, collana Star Trek: Voyager. Past Imperfect, n. 1, Fletcher DeLancey, 2005, ISBN non esistente.
- (EN) Fletcher DeLancey, Future Perfect, collana Star Trek: Voyager. Past Imperfect, n. 1, Fletcher DeLancey, 2007, ISBN non esistente.
- (EN) Fletcher DeLancey, No Return, collana Star Trek: Voyager. Past Imperfect, n. 1, Fletcher DeLancey, 2007, ISBN non esistente.
- (EN) Fletcher DeLancey, Forward Motion, collana Star Trek: Voyager. Past Imperfect, n. 1, Fletcher DeLancey, 2008, ISBN non esistente.

## Videogiochi
- Star Trek: Voyager - Elite Force (2000)
- Star Trek: Elite Force II (2003)
- Star Trek Online (2010)
- Star Trek Timelines (2020)